# Борозна Арідея
Борозна́ Аріде́я (лат. Rima Ariadaeus) — лінійна борозна на Місяці з координатами 6°24′ пн. ш. 14°00′ сх. д. / 6.4° пн. ш. 14.0° сх. д.. Її назва походить віл назви кратера Арідей, що розташований на її східному кінці. Борозна має довжину понад 300 км і належить до прямих борозен.

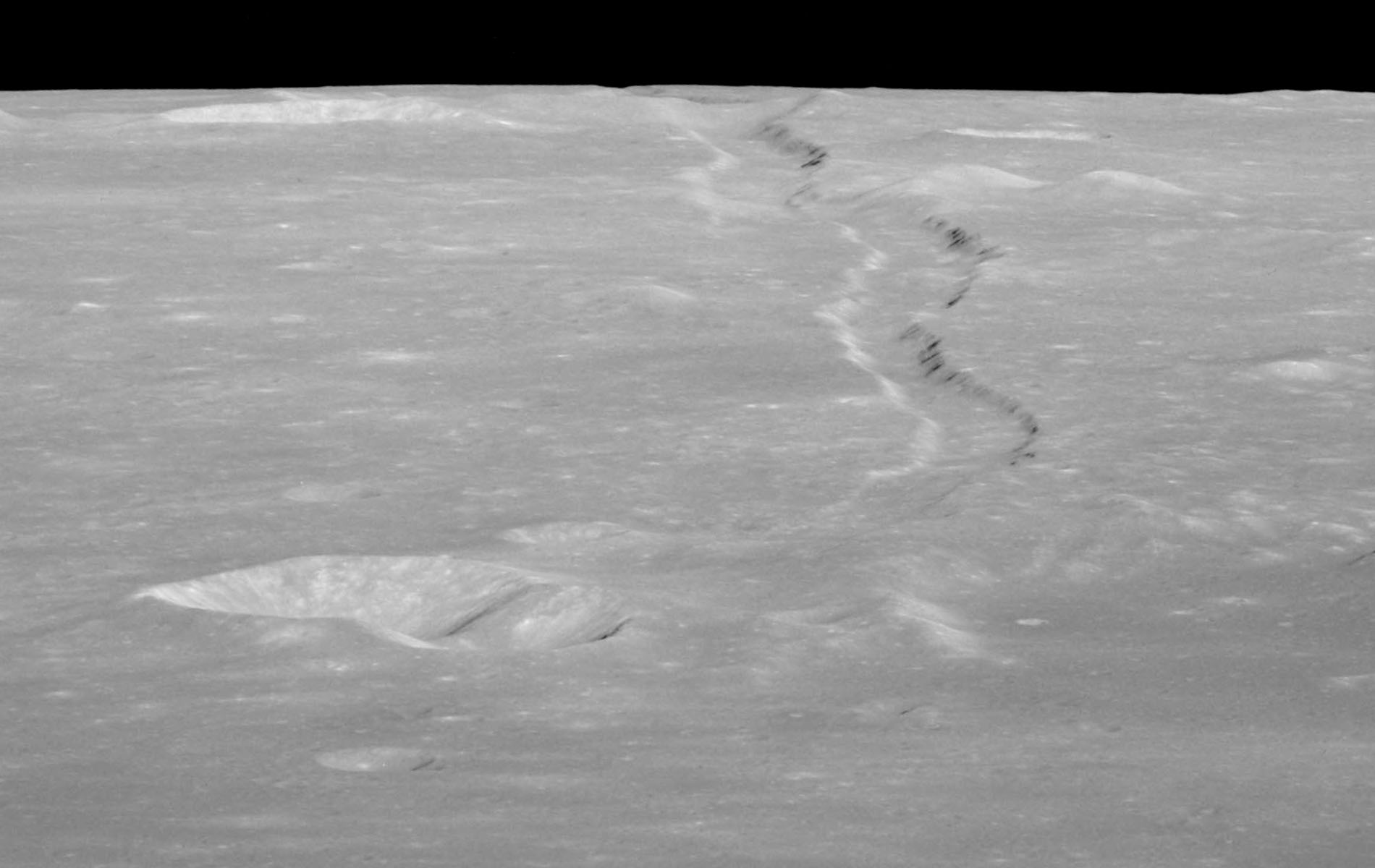
Вид з борту «Аполлона-10»; кратер Арідея знаходиться у лівій нижній зоні зображення, борозна простягається до горизонту

## Виникнення
Деякі науковці вважають, що лінійні борозни могли утворитися після великих ударних подій, тоді ж як інші вважають, що борозни утворилися як поверхневий прояв глибинних дайкових систем, коли Місяць був ще вулканічно активним. Борозна Арідея, як вважають, була сформована, коли ділянка кори Місяця опустилась між двома паралельними лініями розломів (що робить його грабеном або провалом). Борозна Арідея не виявляє жодних слідів, пов'язаних з вулканізмом, і тому вважається породженням виключно розломів.

## Вік
Гребені, що перетинають западину борозни Арідея і навколишні рівнини, були зміщені западиною, що доводить, що гряди є старшими від розломів. Деякі кратери пересічені розломами, і, отже, є старішими від них. Інші кратери лежать на стінці жолоба і є молодшими від розлому. Розлом повинен бути відносно молодим, тому що кратерів молодших від розлому набагато менше, ніж кратерів старіших за нього, а також тому, що краї жолоба здаються чіткими так як дуже мало зазнали ерозії.

## Світлина НАСА
Світлини борозни Арідея, зроблені у рамках місії «Аполлон», показали лінію розлому довжиною 300 км (близько однієї вісімнадцятої частки діаметра Місяця) на поверхні Місяця. На питання про допущення які з'явились в Інтернеті, що це є доказом історії в Корані про розкіл Місяця, науковець НАСА Бред Бейлі сказав: «Моя порада — не вірити усьому, що ви читаєте в Інтернеті. Рецензовані статті є єдиними науково обґрунтованим джерелом інформації. Жодні сучасні наукові дані не свідчать про те, що Місяць розділився на дві (чи більше) частини, а потім повторно був складений у якийсь момент у минулому».